# Storås
Storås är en spårvagnshållplats vid Angeredsbanan och ett industriområde i Angered..